# 拉丁區 (馬德里)

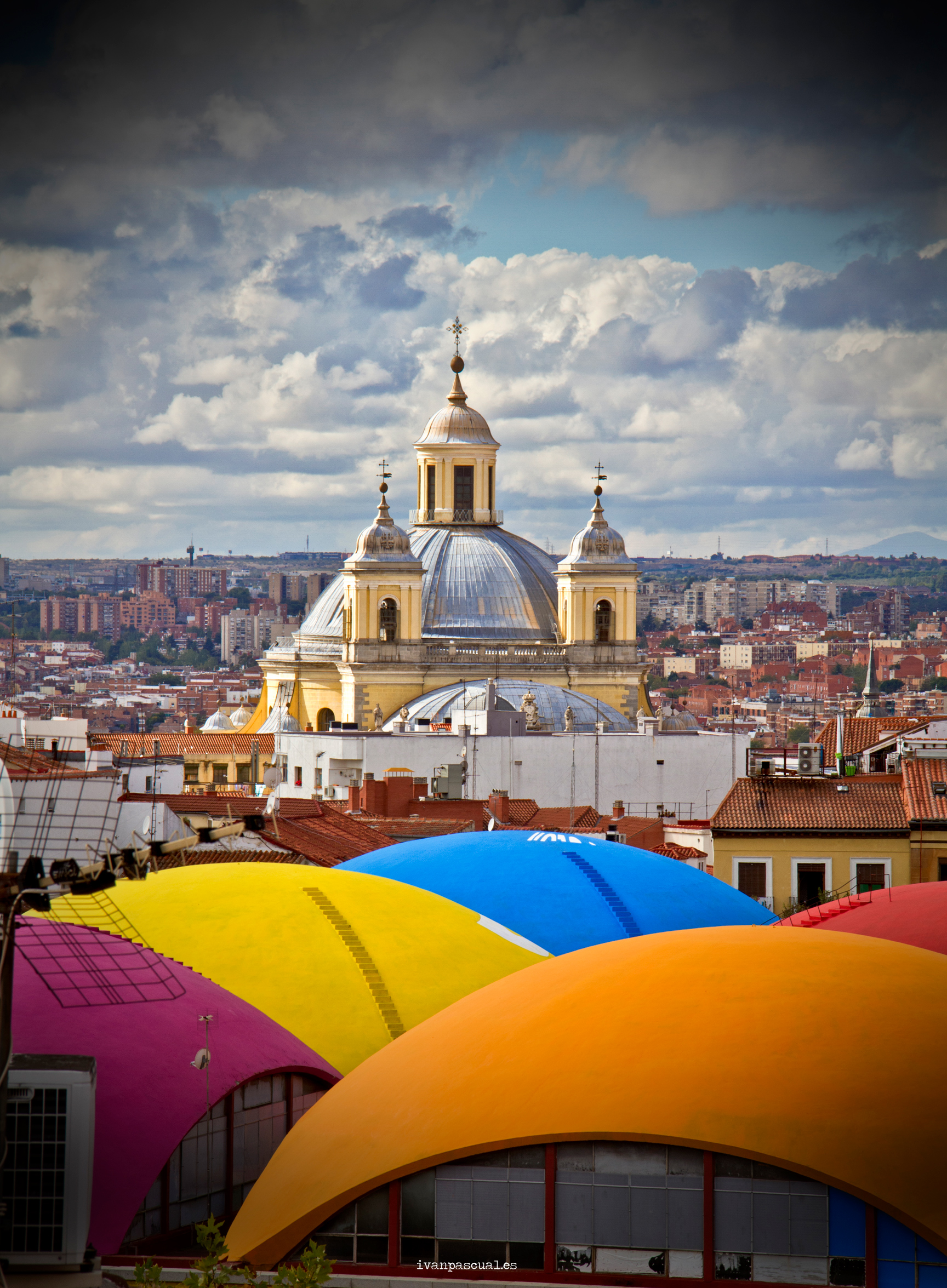
拉丁區的大聖方濟各聖殿

拉丁區（西班牙語：barrio de La Latina）是西班牙首都馬德里中央区的一個地區，也是馬德里歷史最古老的地區。拉丁區的範圍較難明確劃分。這裡擁有眾多夜生活場所，是一個受歡迎的旅遊區。此外這裡還是馬德里主要的同志村之一。